# Oleșa, Monastîrîska
Oleșa (în ucraineană Олеша) este localitatea de reședință a comunei Oleșa din raionul Monastîrîska, regiunea Ternopil, Ucraina.

## Demografie
Componența lingvistică a localității Oleșa
     Ucraineană (99,72%)
     Alte limbi (0,28%)
Conform recensământului din 2001, majoritatea populației localității Oleșa era vorbitoare de ucraineană (99,72%), existând în minoritate și vorbitori de alte limbi.